# Shakai Minshūtō
El Partido Socialdemócrata (社会民衆党, Shakai Minshū-tō) fue un partido político en Japón entre 1926 y 1932. Entre los tres principales partidos proletarios en Japón en ese momento, el Partido Socialdemócrata ocupaba una posición más derechista.
El partido fue fundado el 5 de diciembre de 1926 por la Federación Japonesa del Trabajo (Sōdōmei), otros sindicatos y la Asociación Independiente del Trabajo, una organización de intelectuales de izquierda moderados. Abe Isoo fue elegido presidente del partido. Suzuki Bunji, Nishio Suehiro, Akamatsu Katsumaro, Shimanaka Yuzō y Kagawa Toyohiko eran miembros del Comité Central del partido. Los elementos que formaron el nuevo partido habían pertenecido al Partido Laborista-Agrario, que se opuso a la inclusión de izquierdistas en este último partido. El Sodomei y otros sindicatos se retiraron del Partido Laborista-Agricultor el 24 de octubre de 1926. Sin embargo, solo cuatro días después de su fundación, el nuevo partido sufrió su primera división, cuando los socialistas de izquierda se separaron y formaron el Partido Laborista-Agrario de Japón.
En marzo de 1927 se formó la Federación General de Sindicatos Campesinos Japoneses como el ala agraria del partido. (en japonés: Nihon Nomin Kumiai Sodomei) fue una organización de agricultores en Japón. Una organización de mujeres vinculada al partido, la Liga Social de Mujeres, fue fundada en noviembre de 1927. Cambió su nombre a Liga Socialdemócrata de Mujeres en julio de 1928.
Con respecto a la cuestión china, el partido se opuso a las políticas del gobierno japonés, exigiendo un reconocimiento del gobierno de Nankín y el estímulo de los Tres Principios de Sun Yat-sen. En mayo de 1927, el Partido Socialdemócrata envió a Miyazaki Ryusuke y Matsuoka Komakichi a Shanghái, donde se reunieron con Chiang Kai-shek. Se firmó un acuerdo de solidaridad entre el Partido Socialdemócrata y el Kuomintang.
Miyazaki Ryusuke dejó el partido en 1929, formando el Partido Demócrata Nacional.
El partido ganó dos escaños en las elecciones nacionales de 1930.
El partido se fusionó con el Partido Nacional de Masas Laboristas-Agricultores en julio de 1932, formando el Partido de las Masas Socialistas.